# Brachyiulus bivittatus
Brachyiulus bivittatus är en mångfotingart som beskrevs av Karl Wilhelm Verhoeff 1923. Brachyiulus bivittatus ingår i släktet Brachyiulus och familjen kejsardubbelfotingar. Inga underarter finns listade i Catalogue of Life.